# Джидду Кришнамурти
Джи́дду Кришнаму́рти (англ. Jiddu Krishnamurti, телугу జిడ్డు కృష్ణ మూర్తి; 11 мая 1895 — 17 февраля 1986) — индийский духовный учитель. Вёл беседы на философские и духовные темы. В их число входили: психологическая революция, природа сознания, медитация, отношения между людьми, достижение позитивных изменений в обществе. Он неоднократно подчёркивал необходимость революции сознания каждого отдельно взятого человека и особо акцентировал на том, что подобные изменения не могут быть достигнуты с помощью внешних сил — будь то религия, политика или общество.
Джидду Кришнамурти родился в колониальной Индии в брахманской семье, говорившей на языке телугу. В ранней юности, когда его семья жила в городе Мадрас по соседству со штаб-квартирой Теософского общества, он был замечен известным оккультистом и высокопоставленным теософом Чарльзом Уэбстером Ледбитером. Ледбитер и Анни Безант, лидеры Теософского общества на то время, взяли мальчика под опеку и долгие годы растили, веря в то, что Кришнамурти — тот самый ожидаемый ими «проводник» для Мирового Учителя. Впоследствии Кришнамурти потерял веру в теософию и ликвидировал организацию, созданную для его поддержки, — «Орден Звезды Востока» (англ. Order of the Star in the East).
Кришнамурти отрицал принадлежность к какой-либо национальности, касте, религии или философии и провёл свою жизнь в путешествиях по миру в качестве независимого самостоятельного оратора, выступая перед большими и малыми группами, равно как и перед заинтересованными отдельными людьми. Кришнамурти написал несколько книг, самые известные среди них — «Первая и последняя свобода» (англ. The first and the Last Freedom), «Единственная Революция» (англ. The Only Revolution), «Записные книжки» (англ. Krishnamurti’s Notebook). Кроме того, издано большое количество собраний его бесед и рассуждений. Последнее публичное выступление Кришнамурти состоялось в январе 1986 года в Мадрасе.
Основал некоммерческий «Фонд Кришнамурти» (впоследствии разделён по региональному принципу). Сторонники Кришнамурти через некоммерческие фонды в Индии, Англии и США руководят несколькими независимыми школами, основываясь на его взглядах на образование. Продолжается перевод и распространение тысяч его выступлений, публичных рассуждений, записей в разных форматах — печатном виде, в виде аудио- и видеозаписей, в онлайн-ресурсах на многих языках.
Мери Латьенс, автор нескольких книг о Кришнамурти, которая знала его с самого своего детства, так определяет главную цель его учения: «высвободить людей из пут, отделяющих одного человека от другого, таких как раса, религия, национальность, деление на классы, традиции, с тем, чтобы посредством этого трансформировать человеческую психику».

## Биография

### Детство
Джидду Кришнамурти родился в ортодоксальной брахманской семье. Его отец, Джидду Нарианья (англ. Jiddu Narainiah), был служащим британской колониальной администрации. Мать Кришнамурти, Сандживамма (англ. Sanjeevamma) умерла, когда тому было 10 лет. Его родители приходились друг другу троюродными братом и сестрой, у них было 11 детей, 5 из которых умерли до достижения совершеннолетия. Они были вегетарианцами, не употребляли в пищу даже яиц и избегали любой европейской еды.
Кришнамурти родился 12 мая 1895 года в небольшом городке Манадапалле (ныне округ Читтур штата Андхра-Прадеш). Будучи восьмым ребёнком в семье, по индийской традиции он получил имя в честь бога Кришны. В 1903 году семья Кришнамурти обосновалась в городке Кадаппа (англ. Cudappah), где маленький Джидду подхватил малярию, заболевание, припадки которого будут преследовать Кришнамурти в течение многих лет. Он был впечатлительным и болезненным ребёнком, рассеянным и задумчивым, отчего часто его воспринимали за умственно отсталого и регулярно били как в школе, так и дома. Спустя десятилетия Кришнамурти так описывал состояние своего детского сознания: «С самого детства мальчик был вот таким — ни одной мысли не посещало его разума. Он лишь наблюдал и слушал, и ничего более. Мысль с её ассоциациями не возникала. Образов не появлялось. …он часто пробовал мыслить, но ни одной мысли не приходило». В восемнадцатилетнем возрасте Кришнамурти начинает писать, но не заканчивает, мемуары о детстве и раннем юношестве; он описывает «видения», в которых ему являлись к тому времени уже покойные мать и сестра.
Нарианья, отец Кришнамурти, вышел на пенсию в конце 1907 года, в возрасте 52 лет, и, будучи ограниченным в средствах, написал Анни Безант (англ. Annie Besant), в то время президенту Теософского общества, в поисках работы в штаб-квартире Общества в Адьяре. Он, наряду с тем, что был верным ортодоксальным брамином, состоял в Теософском обществе начиная с 1882 года. Его кандидатура была одобрена, и семья переехала в Адьяр в январе 1909 года. Сначала Нарианью и его сыновей разместили в маленьком коттедже без должных санитарных условий, в непосредственной близости от территории Общества. Дети недоедали и заразились вшами.

### «Открытие» Кришнамурти теософами и его последствия
Спустя несколько месяцев после переезда семьи Джидду в Адьяр, приблизительно в конце апреля или начале мая 1909 года, маленького Кришнамурти случайно во время прогулки заметил высокопоставленный теософ, обладавший, по его собственным заявлениям, даром ясновидения, Чарльз Уэбстер Ледбитер. Мальчик же, по словам очевидцев, был заурядным, невыразительным и неопрятным, но Ледбитер был поражён «самой замечательной из виденных им аурой, аурой без малейшей частицы эгоизма» и остался «непоколебим» в своей вере, что Кришна станет «духовным учителем и великим оратором». Тем не менее, за несколько лет до этих событий тем же Ледбитером уже был выбран другой юноша на роль «проводника» Мирового Учителя, но Кришнамурти, как только его «открыли», стал единственным кандидатом.
Теософы взяли Кришнамурти под опеку: первое время он продолжал жить вместе с братом у отца, уже не посещая школу, но занимаясь в частном порядке с приставленными к нему теософами, а уже через год было оформлено официальное опекунство Анни Безант над Кришнамурти и его братом Нитиянандой (Нитьей) (англ. Nityananda (Nitya)). Вопреки опасениям насчет физического состояния и его способностей к обучению, четырнадцатилетний Кришнамурти за какие-то полгода научился достаточно сносно изъясняться и писать по-английски. Позднее Кришнамурти относился к факту «открытия» его Лидбитером как к событию, которое спасло его жизнь: «Кришну (Кришнамурти) часто спрашивали о том, как он думает, что случилось бы с ним, не „открой“ его Ледбитер. Без колебания он отвечал: „Я бы умер“».
В первые месяцы после «открытия» Ледбитер совершал с Джидду «астральные путешествия на … инструктаж к Учителю», по возвращении из которых Кришнамурти записывал запомнившееся ему, что легло в основу впоследствии изданной небольшой книги «У ног Учителя» (англ. At the Feet of the Master, 1910 год). Сам Кришнамурти спустя годы совершенно ничего об этих «встречах» с «Учителями» и даже с самим Лордом Майтрея вспомнить не мог.
Далее следует первое большое путешествие Кришнамурти и его брата Нитьи в компании Анни Безант по Индии и Бирме, которое заканчивается их отъездом в Англию. С миссис Безант у Кришнамурти в то время зародились близкие, практически родственные отношения, продлившиеся долгие годы.
В 1911 году правление Теософского общества Адьяра учредило новую организацию — «Орден Звезды Востока» (англ. Order of the Star in the East), целью которой была подготовка общества к «приходу» Мирового Учителя. Кришнамурти был назван главой Ордена, другие верховные теософы заняли остальные руководящие посты. Членство объявлялось открытым любому, кто принимает доктрину Прихода Мирового Учителя. Большое число первых членов Ордена составляли члены Теософского общества.

### Молодость Кришнамурти
Согласно биографии Кришнамурти, написанной писательницей Мери Латьенс, в первое время сам Джидду полностью верил в то, что он, по истечении должного духовного и мирского руководства и обучения, станет Мировым Учителем. Другие биографы описывают ежедневные расписания (программы), по которым Ледбитер и его помощники обучали Кришнамурти. В их число входили: строгие спортивные тренировки, обучение по различным школьным предметам, религиозные и теософские занятия, йога и медитация, правила британского общества, основы гигиены. К спортивным занятиям Кришнамурти всегда показывал природную склонность, в то время как школьная программа вызывала у него много проблем. После нескольких неудачных попыток поступления, Кришнамурти отказался от университетского образования. Довольно легко ему давались языки, и со временем он стал бегло говорить на нескольких языках, в том числе французском и итальянском. Кришнамурти увлекался чтением Ветхого Завета, его впечатлили некоторые шедевры западной классики, в особенности Шелли, Достоевский и Ницше. Также с самого детства Кришнамурти имел навыки в механике, он мог разбирать и правильно собирать сложные механизмы.
Впервые Кришнамурти и его брат Нитья оказались в Англии в апреле 1911 года. Тогда Кришнамурти произнёс свою первую публичную речь, обращённую к молодым членам Ордена Звезды Востока.
В 1912 году отец Кришнамурти в попытке вернуть сыновей обращается в суд. Долгую судебную тяжбу он в итоге проиграл, и Анни Безант получила официальный статус опекуна Кришнамурти и его брата Нитьи.
В последующие за тем годы вплоть до начала Первой мировой войны (1914 год) Кришнамурти вместе с братом посетили несколько других стран Европы, всегда в сопровождении представителей Теософского общества. После войны Кришнамурти (снова в компании своего брата) отправился в путешествие по миру, выступая с лекциями, тем самым исполняя обязанности главы Ордена Звезды Востока. Содержание его выступлений касалось работы Ордена и его членов по подготовке «прихода Учителя», в своих речах Кришнамурти оперировал теософской терминологией. Поначалу это был запинающийся, нерешительный и повторяющийся оратор. Но в его манере произношения происходил устойчивый прогресс (в том числе и благодаря посещению уроков по риторике в парижском университете Сорбона), и со временем он научился овладевать инициативой на собраниях.

### «Процесс» и смерть брата Нитьи
В 1921 году у брата Кришнамурти, Нитьи, обнаруживают затемнение в лёгком. Несмотря на это, они всё-таки едут в Индию, где встречаются со своим отцом, которого не видели уже несколько лет. Оттуда они вскоре отправились в Сидней, на встречу после почти десятилетней разлуки с Ледбитером, для участия в теософском конгрессе. В Австралии новое обследование Нитьи показало, что болезнью задето и второе лёгкое. Невозможно было путешествовать в Европу через жаркую в то время года Индию, и было решено ехать через США, с остановкой в благоприятном для туберкулёзных больных местечке Охай, где в их распоряжение одним из американских теософов предоставлялся уютный коттедж. В Охай братья познакомились с Розалиндой Виллиамс (англ. Rosalind Williams), сестрой местного теософа. Впоследствии она станет играть важную роль в жизни Кришнамурти, а тогда она ухаживала за болеющим Нитьей. Впервые братья оказались без неусыпного надзора со стороны Теософского общества. Они проводили время в прогулках, на пикниках с друзьями, в созерцании и в планировании своего будущего в рамках проекта Мирового Учителя. Кришнамурти и Нитья нашли местечко очень приветливым, и со временем траст, образованный их сторонниками, приобрёл имение и окружающую территорию, которые впоследствии стали официальным прибежищем Кришнамурти.
В Охай Кришнамурти прошёл через сильное, «изменившее всю его жизнь» испытание. Это было одновременно и духовным пробуждением, и трансформацией сознания, и физическим изменением. Началось всё с трёхдневного духовного опыта, который, вероятно, по истечении двух недель привел к более продолжительному состоянию, которое Кришнамурти и окружавшие его назвали «процесс». Это состояние будет посещать Джидду на протяжении всей его дальнейшей жизни, с разными временными промежутками и с различной степенью интенсивности. Согласно свидетельствам, началось все 17 августа 1922 года. Кришнамурти стал жаловаться на невероятную боль в задней части шеи, ему было крайне затруднительно глотать. В течение следующих пары дней эти симптомы ухудшились. Боль нарастала, появилось сильное чувство дискомфорта, повысилась чувствительность, Кришнамурти потерял аппетит, временами его речь становилась бессвязной и путаной, его мучил жар. Кульминация настала, когда практически бессознательное тело Кришнамурти положили под небольшое молодое перцевое дерево, где он провёл всю ночь и где будет продолжать медитировать каждый день в дальнейшем. Вот как сам Кришнамурти описал своё состояние в письме к Анни Безант и Ледбитеру:

Я безгранично счастлив от того, что я увидел. Никогда такое не повторится. Я пил чистую, прозрачную воду из источника жизни, и жажда моя утолена. Никогда более не буду мучим жаждой. Никогда более не буду пребывать во мраке; я увидел Свет. Я прикоснулся к состраданию, излечивающему печаль и страдание; не для себя — для мира. Я стоял на вершине горы и лицезрел огромные сущности. Я увидел Великолепный, излечивающий Свет. Источник правды открылся мне, мрак рассеялся. Любовь во всем своём величии наполнила сердце; моё сердце никогда не сможет закрыться. Я пил из источника Радости и вечной Красоты. Я упоён Богом.
Свидетелями этих событий стали четверо: брат Нитья, юная Розалинда Виллиамс, А. Р. Варрингтон (генеральный секретарь американского Теософского общества) и мистер Вальтон (генеральный викарий либеральной католической церкви США), живший неподалёку. Нитья, Варрингтон и сам Кришнамурти оставили письменные свидетельства тех событий. Существует несколько объяснений касательно событий 1922 года, в том числе и «процесса». Самые популярные объяснения — это, во-первых, трактовка событий с точки зрения индийского мистицизма, а именно — пробуждение у Кришнамурти кундалини; во-вторых, объяснение «процесса» через призму фрейдизма, в-третьих — чисто материальное объяснение, видящее причины происходящего с Кришнамурти в его болезненном состоянии. Что касается теософов, то те ожидали, что их Мировой Учитель будет обладать определёнными паранормальными способностями, но, тем не менее, они были озадачены развитием событий и были не в состоянии объяснить происходящее. В последующие годы тема продолжающегося и тогда «процесса» нередко поднималась в личных беседах между Кришнамурти и его ближайшими товарищами; эти обсуждения пролили мало света на предмет. Как бы то ни было, этот «процесс» и неспособность Ледбитера удовлетворительно объяснить происходящее имели иные последствия, согласно биографу Роланду Вернону (англ. Roland Vernon):

Процесс в Охай, и не важно что стало его причиной, был для Кришны катастрофическим ключевым моментом. До этого времени его духовное развитие, пусть и изменчивое, планировалось с торжественной взвешенностью боссами Теософии. …Теперь же случилось нечто новое, для чего обучение Кришны того совершенно не подготовило. …Ноша была снята с его совести, и он сделал первый шаг, дабы стать индивидуальностью. … «процесс», в отношении будущей его роли учителя, был ему опорой. … Он («процесс») сам пришёл к нему и не планировался его наставниками… он снабдил Кришну почвой, в которой его вновь приобретённый дух уверенности и независимости смог прорасти.
Кришнамурти продолжает путешествовать по миру, «процесс» временами снова заставляет его испытывать сильные боли. Тем не менее, он выступает на собраниях теософов в разных уголках мира, занимается вопросами основания первой из восьми школ, которые он откроет за свою жизнь. Теософы, посредством фондов, в которые стекаются обширные пожертвования, скупают все новые земельные участки, в Австралии отстраивается огромный белокаменный амфитеатр на краю гавани в Баллетрале, рядом с Манером (Звёздный амфитеатр (Star Amphitheatre) в Балморал-Бич возле Сиднея; снесён в 1951 году). В нём ожидают впоследствии выступления Бога, когда тот войдет в Кришнамурти. Нитья продолжал болеть, но теософы убеждали Кришну в том, что его брат находится в безопасности, ибо он, как и Кришнамурти, находится под защитой Учителей.
11 ноября 1925 года, вопреки заверениям теософов, Нитья умирает от туберкулёза. Его смерть потрясла до основания доверие Кришнамурти к теософии и его веру в лидеров Теософского общества. Согласно записям свидетелей, новость о смерти брата «… сломала его совершенно». Днями он боролся с охватившим его горем, и, в конечном счёте, «… пройдя внутреннюю революцию, обрёл новую силу». Похоже, что кончина Нитьи разбила последние иллюзии, и положение вещей в корне изменилось; вот какие слова Кришнамурти написал в очерке о брате:

Это была счастливая жизнь, и физически мне будет недоставать его всегда. Старое ушло, а новое зарождается, подобно цветку, пробивающемуся сквозь толщу земли… Рождённая страданием новая сила пульсирует в венах, рождается новое родство души, понимание из пережитого страдания. Велико желание облегчить страдания других, а если люди обречены страдать, то видеть, как достойно несут они свой крест, выходя с наименьшими потерями. Я рыдал, но не хочу, чтобы рыдали другие; если они плачут, я знаю, что это означает… На физическом плане мы можем быть разлучены, но отныне мы вместе. Как Кришнамурти я обладаю большим рвением, более крепкой верой, большим состраданием и любовью, поскольку во мне живёт существо Нитьянанда… Определённее, чем раньше, я знаю, что в жизни есть подлинная красота, подлинное счастье, которое не расшатывается физическими событиями, великая неубывающая сила, великая любовь — вечная, нетленная и несокрушимая.

### Разрыв с прошлым
В течение последующих нескольких лет новое мировоззрение Кришнамурти продолжает развиваться. В его беседах, переписке и выступлениях появились новые идеи, он все меньше использовал теософскую терминологию. С годами основные темы на его выступлениях стали всё больше расходиться с чётко определёнными догмами теософии, с конкретными шагами, которые предпринимали члены Ордена Звезды Востока. Он говорил на всё более абстрактные темы, такие, например, как: «Счастье», «Вопросы к Авторитету», «Освобождение». Развязка наступила, когда Кришнамурти, вопреки уговорам Ледбитера и Анни Безант, распустил Орден Звезды Востока. Произошло это на ежегодном собрании Ордена в Оммене (Нидерланды) 3 августа 1929 года, где, перед многотысячной аудиторией, в том числе и миссис Безант, он держал речь, в которой среди прочего произнёс:

Вы возможно помните историю о том, как дьявол прогуливался по улице в сопровождении приятеля, когда они увидели впереди человека, который поднимал что-то с земли, рассматривал и складывал в карман. Приятель спросил дьявола: «Что подобрал этот человек?». «Он подобрал крупицу Истины» — ответил дьявол. «В таком случае, плохи твои дела», сказал приятель. «Вовсе нет, — ответил дьявол, — я дам ему её организовать».

Я убежден, что Истина — страна без дорог, к ней нельзя приблизиться каким-либо путем — ни через религию, ни через секту. Такова моя точка зрения, которой я придерживаюсь полностью и безоговорочно. Истина, будучи неограниченной, необусловленной и недостижимой каким-либо путем, не может быть организована; не может быть создана никакая организация, чтобы вести или направлять людей по определённому пути.
А также:

Это не великое дело (роспуск Ордена), поскольку я не хочу последователей, и я серьёзен. Как только вы начинаете следовать за кем-либо — вы перестаёте следовать за Истиной. Меня не волнует, обращаете ли вы внимание на то, что я говорю, или нет. В этом мире я желаю заниматься определённой работой, и я собираюсь заниматься ею со стойкой сосредоточенностью. Я увлечён лишь одним наиважнейшим делом: освобождением человека. Я жажду освободить его от всех клеток, от всех страхов, но не основывать новые религии, новые секты, не учреждать новые теории и новые философии.
Вслед за роспуском Ордена некоторые теософы отвернулись от Кришнамурти и публично удивлялись, когда же «…Приход потерпел неудачу?». Мери Латьенс утверждает, что «… после всех лет объявлений Прихода, после подчёркивания снова и снова опасности непринятия Мирового Учителя, ибо когда он придёт, то должен сказать нечто совершенно новое и неожиданное, нечто обратное тем предвзятым идеям и чаяниям большинства людей, лидеры Теософии один за другим попали в ловушку, о которой сами так упорно предупреждали остальных».
Кришнамурти осуждал все организованные веры, «гуру» и в целом все отношения типа учитель-последователь, вместо того поклявшись работать над полным освобождением человека. Нет никаких свидетельств, где он недвусмысленно отрицал бы то, что он Мировой Учитель. Когда его просили прояснить его позицию, он заявлял, что тема либо неуместна, либо давал смутные ответы. Тонкости новых аспектов в деле Мирового Учителя обернулись потерей многих прежних поклонников, которые были поставлены в тупик изменениями во взглядах, лексике и в заявлениях Кришнамурти — среди них такие близкие люди, как миссис Безант и Эмили, мать Мери Латьенс. Со временем он полностью отдалился от Теософского общества, его учений и практик, тем не менее, он оставался в тёплых отношениях с некоторыми из его членов в течение всей жизни.
Кришнамурти часто называл свои работы «учение», но никогда не «моё учение». Его интерес всегда касался «учения», учитель же значения не имел, и любой авторитет, в особенности авторитет психологический, отвергался.

Авторитет любого вида, особенно в сфере мышления и понимания, — есть особенно деструктивная, порочная вещь. Лидеры уничтожают последователей, а последователи — лидеров. Вы должны быть своим собственным учителем и своим собственным учеником. Вы должны подвергать сомнению все, что человеком считается ценным и необходимым.
Это касалось также и авторитета внутреннего:

Нам нужно преодолеть наш собственный внутренний авторитет, авторитет нашего специфического малого опыта, накопленных знаний, мнений, идей или идеалов. <…> Быть свободным от всякого рода авторитета — вашего собственного и авторитета другого — это значит умереть для всего вчерашнего, так, чтобы ваш ум был всегда свежим, всегда юным, чистым, полным сил и страсти. Только в таком состоянии человек изучает и наблюдает. Для этого необходима высочайшая степень осознания. Фактического осознания того, что происходит внутри вас, без того, чтобы корректировать или объяснять, что должно или не должно было бы быть. Потому что в тот момент, когда вы корректируете, вы устанавливаете новый авторитет, авторитет цензора.
Однако, делая подобные заявления, Кришнамурти не имел в виду социальную или личную анархию; напротив, пропагандируемая им полная свобода, выражается в «полном порядке», но не ведёт к социальному или личному хаосу:

Порядок необходим. Полный, абсолютный внутренний порядок, и он не возможен, если нет добродетели. И добродетель — естественный результат свободы. Но свобода — это не значит делать то, что вам заблагорассудится, это не бунт против законного порядка, это не жизненная позиция невмешательства или превращение в хиппи. Возникает свобода только тогда, когда мы понимаем, и не интеллектуально, но фактически, нашу каждодневную жизнь, наши дела, образ мышления, осознаем факт нашей жестокости, нашего бессердечия и безразличия. Свобода — это на самом деле знать о нашем колоссальном эгоизме.
Кришнамурти отказался от трестов и прочих организаций, которые были связаны с распущенным Орденом Звезды Востока, включая Теософское общество. Он вернул деньги и собственность людям, которые те пожертвовали Ордену, включая замок и 5 000 акров (20 кв. км.) земли в Голландии. Остаток жизни он провёл в публичных выступлениях и дискуссиях, в число тем которых входили такие предметы, как: природа веры, правды, горя, свободы, смерти и поиск жизни, преисполненной духовностью. Он не принимал ни последователей, ни поклонников, считая отношения между гуру и учеником — поощрением зависимости и эксплуатации. Он постоянно убеждал людей мыслить самостоятельно и чисто. Он приглашал их к исследованию и обсуждению конкретных тем вместе с ним, «гуляя, как два друга», которые, порвав с прошлым, делают новый шаг «навстречу открытию»:

И начинать такое путешествие мы должны налегке; нам нельзя быть отягощёнными мнениями, предубеждениями и заключениями — всей этой старой мебелью, что мы копили последние две тысячи лет и даже дольше. Забудьте все, что вы знали про себя прежде; забудьте все, что вы когда-либо подумали о себе; мы начнём, словно мы не знаем ровным счётом ничего.

### Зрелые годы
С 1930 по 1944 годы Кришнамурти был занят выступлениями и издательством под покровительством «Star Publishing Trust» (SPT), чей штаб располагался в Охай, в доме, известном как Арья Вихара («Благородный Монастырь») (англ. Arya Vihara). Деловыми и организационными аспектами деятельности SPT занимался друг и соратник Кришнамурти по Ордену Звезды Востока Д. Раджагопал (англ. D. Rajagopal). Кришнамурти же проводил время, встречаясь с людьми и медитируя, «… довольный тем, что все утомительные практические вопросы, в особенности финансовые, остаются в бесспорно умелых руках Раджагопала». Брак Раджагопала не был счастливым: после рождения в 1931 году дочери Радхи пара физически отдалилась друг от друга. По некоторым данным, в Арья Вихара близкая дружба жены Раджагопала Розалинды Вилльямс и Кришнамурти переросла в любовную связь, которая длилась многие годы, и факт которой стал известен широкой общественности лишь в 1991 году.
В этот период времени была открыта первая из школ, основанных на идеях Кришнамурти относительно образовательного процесса — Школа Риши Вэлли (англ. Rishi Valley School) в Индии. Специфика образовательного процесса таких школ заключается в том, чтобы воспитать «разумных», «целостных» индивидуумов, свободных от «конфликтов». Эта и другие школы продолжают работать и по сей день под патронажем Фондов Кришнамурти. Тем не менее, сам Кришнамурти оставался недоволен результатами. По истечении почти 50 лет работы этих учебных заведений по всему миру он сказал, что «ни одного нового ума» не было создано.
После роспуска Ордена Звезды Востока и разрыва с теософией не было снижения количества людей, посещавших выступления Кришнамурти, поскольку всегда был поток новых заинтересованных. Его приглашали во многие новые страны. По словам Мери Латьенс, «… его публика всё больше и больше стала состоять из людей другого калибра, которые были заинтересованы в том, что скажет он, а не в том, что говорили о нём».
В течение 1930-х Кришнамурти с успехом выступал в Европе, Латинской Америке, Индии, Австралии и США; тем не менее, несколько раз ему пришлось столкнуться с враждебностью и неприятием. В эти предвоенные времена публика явно была не способна воспринять послание Кришнамурти. Он, как публично, так и в частных беседах, высказывал своё раздражение по этому поводу. В попытках сделать учение более точным и более лёгким в восприятии терминология Кришнамурти менялась. Он писал Мери Латьенс, что собрания были «… количеством без качества», и что он был раздосадован нежеланием членов Ордена Звезды Востока и Теософского общества распрощаться с прошлым. Он сознавал, что его ясные формулировки могли казаться слушателю ещё одной сложной в понимании теорией; он просил своих слушателей прикладывать собственные усилия к восприятию его идей:

Для того чтобы пробудить этот разум, нужно, чтобы имело место великое желание знать, но не предполагать. Держите в голове, что то, что для меня является непреложной истиной, фактом, для вас — теория, и простое повторение моих слов не даст вам знаний и доказательств; это может быть лишь гипотеза, ничего более. И только посредством эксперимента и действий различите вы реальность. Тогда это не чьё-то: ни ваше, ни моё.
Кришнамурти ввёл несколько новых концепций и терминов, которые в последующем постоянно будут фигурировать в его беседах и обсуждениях. Одна из таких идей заключалась в «понимании без выбора», такой форме понимания, которая происходит «каждый миг», без явного или скрытого выбора, который сопутствует предвзятости и суждениям. Другой новой идеей стало оспаривание наличия границы между сознанием и подсознанием, границы, выдуманной человеком. Кришнамурти считал, что в действительности существует лишь одно-единственное сознание. Будучи в относительной изоляции от общества в Охай, Кришнамурти ежедневно и подолгу медитировал. Это привело к тому, что он стал говорить о «правильной медитации». Он будет касаться этой темы практически в каждом из своих выступлений.
В 1938 году Кришнамурти знакомится с Олдосом Хаксли. Они стали близкими друзьями на долгие годы. У них были схожие беспокойства насчёт надвигающегося конфликта в Европе: они оба считали его результатом разрушительного влияния национализма. Позиция Кришнамурти по отношению ко Второй мировой войне часто истолковывалась как пацифизм или даже как подрывная деятельность (особенно во времена патриотической истерии в США), по этой причине на некоторое время им заинтересовались в ФБР.
На протяжении примерно четырёх лет (между 1940 и 1944) Кришнамурти не выступал публично. В это время он жил и спокойно работал в Арья Вихара, которая во время войны превратилась в самодостаточную ферму, хозяйственные излишки которой жертвовались на дело освобождения Европы. Позже он так скажет о годах, проведённых в Охай во время войны: «Я думаю, то был период без вызова, без требований, без издержек. Я думаю это было так, словно всё держалось внутри, и, когда я покинул Охай, всё это взорвалось».
Кришнамурти стал снова выступать публично в мае 1944. Начало было положено серией бесед в Охай, которое опять стало местом регулярных встреч. Эти беседы и последующий материал были опубликованы издательством «Krishnamurti Writings Inc» (KWINC), преемником «Star Publishing Trust». Это издательство стало новой международной организацией, целью которой было распространение учения Кришнамурти. Тем временем сам Кришнамурти ввел новые идеи и поднял новые вопросы, которые станут постоянными темами в его последующих беседах, такие как, например, идея о единстве наблюдателя и наблюдения, мыслителя и мысли, его всецело заняли вопросы природы и свойств пытливого ума:

Мне кажется, что основным предметом вопроса является сам ум, но не задачи, которые ум поставил и силится решить. В том случае, если ум ограничен, мелок, узок, то, сколь велики и сложны ни были бы задачи, он будет подходить к их решению в рамках своей мелочности. … Хотя у него есть удивительные способности: он изобретателен, горазд на коварную, хитрую мысль, тем не менее, ум всё же мелочен. Пусть он может цитировать Маркса или Гиту или другую религиозную книгу, но по-прежнему это — мелкий ум и маленький ум; встань перед ним сложная проблема — так он будет справляться с ней в рамках самого себя, и тем самым проблема и страдание умножатся. Таким образом, вопрос стоит следующий: может ли ум, что мелок, ограничен, может ли он быть превращён во что-то, что не сковано своими собственными ограничениями?
Кришнамурти продолжал поддерживать связь со своими товарищами из Индии, и осенью 1947 года он отправился на Родину с серией выступлений, которые привлекали всё новых молодых интеллектуалов. В этой поездке он встретил сестёр Пупул и Нандини Мехта (англ. Pupul, Nandini Mehta), которые стали ему друзьями и соратницами на всю жизнь. Также сёстры присутствовали при повторившемся в 1948 году «процессе» в Утакамунде (англ. Ootacamund).
В Индии существует многолетняя традиция странствующих «святых», отшельников и независимых религиозных учителей; с некоторыми из них Кришнамурти встречался и беседовал. Он тепло относился к буддистскому монашеству и так называемым «санньяси», вместе с тем он непрестанно и недвусмысленно критиковал их ритуалы, методы обучения и практики. Он подружился с некоторыми известными представителями индуизма и буддизма; в последующие десятилетия их беседы были изданы. Также в Индии Кришнамурти встретился с такими выдающимися личностями, как тогда ещё молодой Далай-лама XIV и премьер-министр Джавахарлал Неру.

### Последние годы жизни
Кришнамурти продолжал встречаться по всему миру как с большими аудиториями, так и с отдельными людьми. Снова возвращалось состояние «процесса» (1961 год — сначала в Великобритании, затем в Швейцарии). В начале 1960-х годов он знакомится с физиком Дэвидом Бомом, чьи философские и научные взгляды по многим вопросам находили параллели в философии Кришнамурти. Скоро Кришнамурти и Бом стали близкими друзьями и в течение почти двух десятилетий проводили публичные выступления в форме диалога друг с другом. Это также привело и к тому, что идеи Кришнамурти получили распространение и в научной среде, ранее там мало известные. Результатом общения Кришнамурти с Бомом и научным сообществом в целом стала бо́льшая точность в его терминологии и более осторожное использование понятий, такого, например, как «сознание».
В начале 1960-х годов соратники Кришнамурти снова стали замечать происходящие в нём глубокие изменения. Джаякар писала, что «…он уже никогда не станет тем, что раньше. Тот Кришнаджи, что смеялся с нами, гулял с нами … этот Кришнаджи исчезнет. Новый Кришнаджи появится — безжалостный, нетерпеливый, с кучей вопросов. …Он будет не лишён сострадания, но это будет также учитель, требующий ответов на фундаментальные вопросы. Веселье и игры закончились». Менялась и публика: культурные изменения 1960-х годов, в числе которых был усиливающийся поиск альтернативных образов жизни и опытов повлекли за собой приток молодых людей на выступления Кришнамурти. Тем не менее, новые регулярные собрания, такие, как например, в Саанене (Швейцария) со временем стали привлекать «…серьёзных… людей, обеспокоенных громадными проблемами, вставшими перед человечеством».
Менялись люди, менялись взгляды; вместе с тем развивались и темы, с которыми выступал Кришнамурти. Они стали включать в себя новые идеи: необходимость в «радикальной» перемене, мысль о том, что индивидуальность — это иллюзия, представление о том, что истинные любовь, красота, мир и доброта не имеют себе противоположностей, что такая двойственность понятий — лишь продукт мысли. В начале 1970-х годов Кришнамурти отметил, что новый подход являет собою «… развитие… учения в прежнем направлении», но «оно более общее, нежели чем изучение деталей». Он был убеждён, что в основном учение осталось неизменным. В конце 1980-х годов Кришнамурти вновь подтвердил основные элементы его учения в письменном заявлении, известном под названием «Суть Учения» (англ. Core of the Teaching). Цитата гласит:

Суть учения Кришнамурти состоит в утверждении, сделанном им в 1929 году: «Истина — это страна без дорог; человек не может прийти к ней через организацию, убеждения, догму (церковную или ритуальную), философское знание или психологический метод. Он должен найти её сквозь зеркало взаимоотношений, через понимание содержания собственного ума, наблюдение, но не интеллектуальный анализ или же самоанализ. Стремясь к безопасности, человек создал в самом себе образы — религиозные, политические, личные, которые представляют собой символы, идеи, веру. Их груз довлеет над человеческим мышлением, над отношениями и повседневной жизнью. В этом кроется причина наших проблем, которая разделяет людей».
В 1970-е годы Кришнамурти несколько раз встречался с тогдашним индийским премьер-министром Индирой Ганди. Истинный уровень влияния Кришнамурти на индийскую политику не известен, тем не менее, Джайякар считает, что эти беседы вполне могли повлиять на применение некоторых определённых экстренных мер, которые Ганди использовала во времена политической нестабильности.
В конце 1960-х — начале 1970-х годов Кришнамурти и его соратники провели реорганизацию, в ходе которой место существовавших до того институтов заняли четыре распределённые по территориальному принципу организации; были основаны органы, ответственные за распространение учения и содержание школ. Тем временем некогда близкая дружба с Раджагопалами ухудшилась до такой степени, что Кришнамурти подал на Д. Раджагопала в суд, дабы вернуть находящиеся в собственности последнего пожертвованные объекты собственности и денежные средства, права на публикации работ, записей и частной корреспонденции Кришнамурти. Тяжба и встречные иски, формально начавшиеся в 1971 году, затянулись на много лет. Солидная часть материалов и прав собственности вернулись к Кришнамурти в течение его жизни; до конца все дела были улажены сторонами спора в 1986 году, вскоре после смерти Кришнамурти.
Начиная с конца 1960-х годов и вплоть до смерти Кришнамурти и его близкие соратники в частных разговорах обсуждали темы, некоторые из которых в конце концов стали достоянием публики — они касались самого Кришнамурти, того, как его «открыл» Ледбитер, значения продолжающегося «процесса» и истоков учения. Похоже, что Кришнамурти «…в конце своей жизни начал рыться в загадках своего происхождения в попытке разобраться со своей уникальностью». Эти обсуждения также затрагивали вопросы, которых Кришнамурти обычно избегал на публике, например: тема существования зла, то чувство «защищённости», что сопутствовало ему всю жизнь, природа «иности» — неперсонифицированного «присутствия», которое он и некоторые другие люди, находящиеся рядом в тот момент, ощущали. Кришнамурти настаивал, что он не желает создавать из этого всего «тайну». Мери Латьенс же комментирует это следующими словами: «… и всё-таки тайна остаётся».
В 1984 году, а затем снова в 1985 году Кришнамурти выступал перед публикой в здании ООН, в городе Нью-Йорке. В период с ноября 1985 года по январь 1986 года он в последний раз посетил Индию, проведя там встречи, впоследствии ставшие известными как «напутственные». На этих последних беседах были подняты фундаментальные вопросы, которыми Кришнамурти задавался на протяжении многих лет, а также и совершенно новые темы, имевшие отношение к последним достижениям в науке и технологии и тому, как они влияют на человечество. Здоровье начало подводить его. Он говорил друзьям, что не желает умирать, но не уверен, сколь долго прослужит ещё ему тело. В нескольких случаях он говорил, что если он не сможет говорить, то больше у него не будет причин жить. В своём последнем выступлении 4 января 1986 года в Мадрасе он вновь пригласил публику к изучению вместе с ним природы исследования, влияния технологии, природы жизни и медитации, природы творчества:

Этот компьютер способен делать практически всё, что и человек. Он способен сотворить всех ваших богов, все ваши теории, ваши ритуалы; он даже более совершенен в этом, нежели вы когда-либо будете. Итак, компьютер приходит в мир; он превратит ваши мозги в нечто совершенно другое. Вы слышали о генной инженерии; они пытаются, нравится вам это или нет, изменить всё ваше поведение. Это — генная инженерия. Они пытаются изменить образ вашего мышления. Когда генная инженерия и компьютер встретятся, что тогда будет с вами? Что станется с вами как с человеком? Ваши мозги будут изменены. Изменится образ вашего мышления. Быть может, они уберут все ваши страхи, уберут горе, уберут всех ваших богов. Они собираются это сделать — не тешьте себя иллюзиями. Закончится это всё либо войной, либо уничтожением. Вот что на самом деле происходит в мире. Генная инженерия, с одной стороны, и компьютер — с другой, и когда они встретятся, а это неминуемо, что тогда будет с вами как с человеком? По существу, сейчас ваш мозг — это машина. Вы родились в Индии, и вы говорите: «Я — индус». Вы находитесь в этой клетке. Вы — машина. Пожалуйста, не обижайтесь. Я не оскорбляю вас. Вы — машина, которая отвечает, словно компьютер. Не надо воображать, что в вас есть нечто божественное — это было бы прекрасно — нечто бессмертное святое. Так бы сказал вам компьютер. Итак, что же происходит с человеком? Что происходит с вами?
А также:

Итак, вы спрашиваете, откуда появляется птичка? Каков процесс творчества, что стоит за всем этим? Вы хотите, чтобы я описал его, углубился в него? Вы хотите, чтобы я углубился в этот процесс? Почему (голос слушателя — Чтобы понять, что такое творчество). Почему вы это спрашиваете? Потому что это спросил я? Ни одно описание не в силах описать источник. У источника нет имен; источник абсолютно спокоен, он не жужжит шумно тут и там. Творчество — это нечто наиболее святое, самая священная вещь в жизни, и если вы в жизни что-то напутали, то разберитесь с этим. Разберитесь с этим сегодня, не завтра. Если вы не уверены, то найдите, почему — и станьте уверены. Если ваши мысли запутаны, то начинайте думать трезво, логично. И до тех пор, пока эти условия не соблюдены, пока всё не устаканится, до тех пор вы не сможете войти в этот мир, в этот мир Творчества.
Кришнамурти был озабочен свои наследием: тем, чтобы не превратиться в очередную важную персону, чье учение перейдет в руки отдельных людей, но не ко всему миру в целом. Он не желал, чтоб кто-либо толковал его учение. Несколько раз он предупреждал своих соратников, дабы те не позиционировали себя ни в качестве представителей Кришнамурти, ни в качестве наследников дела после его смерти.
За несколько дней до смерти, в финальном заявлении, он настойчиво объявил, что «никто» — как среди его соратников, так и среди остальных людей — не понял, что же произошло с Кришнамурти (в контексте его учения), а также не понял и самого Учения. Он добавил, также подразумевая невозможность наследия, что та «безмерная энергия», что управляла им на протяжении всей его жизни, со смертью Кришнамурти исчезнет. Тем не менее, он оставил надежду людям, сказав, что у каждого есть шанс достичь этой энергии и постигнуть часть знаний, в том случае, «если они будут учением жить». Как-то Кришнамурти сравнивал себя с Томасом Эдисоном, подразумевая тем самым, что он проделал всю трудную работу, и теперь от остальных требуется всего-то — щёлкнуть выключателем. В другом случае он говорил о Колумбе, отправляющемся в тяжёлое плавание, чтобы открыть Новый Свет, тогда как в наши дни туда легко долететь на самолёте. Возможно, Кришнамурти имел в виду, что даже пусть он был в некотором роде «необычным», другим людям совершенно необязательно обладать такими уникальными свойствами, дабы достичь его уровня понимания.
Джидду Кришнамурти скончался 17 февраля 1986 года в возрасте 90 лет от рака поджелудочной железы. Его останки были кремированы, а прах развеян его друзьями и соратниками в трёх странах, где он провёл большую часть своей жизни: в Индии, Англии и США.

## Учение Кришнамурти
«Чтобы быть свободным, мы должны понимать самих себя, осознать движение своих мыслей и чувств, пути своего ума... Важно именно наблюдать свой ум без осуждения...»
«Ум, находящийся в движении познавания, пребывает в смирении, которое есть чистота, только чистые знают любовь. Чистый ум есть любовь.»
«Пусть ваш ум будет честным, бдительным, внимательным без выбора: наблюдайте за каждым движением вашей мысли, осознавайте значение каждого слова, но без какого-либо мотива, импульса или принуждения. Тогда случится необыкновенное: энергия, не принадлежащая вам, снизойдёт на вас. В этой энергии вневременное бытие, эта энергия и есть подлинная реальность.»
«Ум так отягощён прошлым, потому что всё его знание есть прошлое, весь опыт есть прошлое, а память — результат накопления тысячи переживаний, и всё это — известное. Может ли ум, являющийся как сознательным, так и бессознательным, полностью опустошить себя от прошлого? В этом — всё движение медитации.»
Медитация покрывает «всю область бытия». «Когда изучаешь самого себя, наблюдаешь себя, наблюдаешь, как ходишь, ешь, что говоришь, сплетни, ненависть, ревность, если осознаёшь все это в себе, без выбора, то это часть медитации.» Все усилия медитировать есть отрицание медитации.
«...Большинство из вас никогда не находится в состоянии бытия, мы были или надеемся быть, и время — как процесс становления — представляет очень важный фактор нашей жизни. Но имеется активное настоящее, включающее в себя „то, что было“, „то, что есть“ и „то, что будет“ без разделения; нужно понять это необычайное состояние бытия, это живое, активное настоящее.»
«...Можем ли мы изучать, наблюдать, что такое насилие? Как вы сейчас смотрите на него? Осуждаете его? Оправдываете его?.. Смотрите ли вы на это явление, которое и есть вы как склонное к насилию человеческое существо, ...как внешний наблюдатель, заглядывающий внутрь? Или вы смотрите не с позиции постороннего, без присутствия цензора? Смотрите ли вы как наблюдающий, который отличается от наблюдаемого, как человек, который говорит: „Я не склонен к насилию, но мне хочется избавиться от насилия“? Но когда вы смотрите таким образом, вы полагаете, что один фрагмент важнее других фрагментов.
Когда вы смотрите в качестве одного фрагмента, разглядывающего другие, этот фрагмент присваивает себе авторитетные полномочия, чем и становится причиной противоречия, а значит и конфликта. Но если вы способны смотреть без какого бы то ни было фрагмента, вы наблюдаете целое без наблюдающего... И вы увидите, как происходит удивительное: у вас не будет больше вообще никакого конфликта.»
«...Я... не должен убегать от факта, что я склонен к насилию, — „убеганием“ является осуждение его, оправдание его или называние его насилием — называние есть форма осуждения, форма оправдания.»
«Необходимо понимать полное значение слова «контроль», имея в виду... и то, как ум был обусловлен к контролю... который является подавлением. В нём присутствует цензор, контролёр, разделение, конфликт, ограничение, сдерживание, запрещение. Когда человек осознаёт всё это, ум становится очень чувствительным и потому в высшей степени разумным. Мы разрушили эту разумность, которая есть и в теле, в организме... Когда человек поймёт это на самом деле, а не теоретически, когда он это осознает, он обнаружит, что чувствительность реагирует на всё очень разумно, без торможения, контроля, подавления и сдерживания.»
«Измерение, в котором мы обычно живём, — повседневная жизнь, сотканная из боли, страдания, удовольствия, обусловило наш ум, ограничило его природу, и когда эти боль, удовольствие и страх прекратились (что не означает прекращения радости, ибо радость — нечто отличное от удовольствия), — тогда ум функционирует в другом измерении, где не существует конфликта, где нет ощущения разделённости.»
«Только когда мы смотрим без каких-либо предвзятых идей и представлений, мы способны быть в непосредственном контакте с любым явлением жизни.»
«Когда вы увидите себя таким, каков вы есть, вы поймёте всю структуру человеческих стремлений, хитрости человека, его лицемерия, его исканий.»

## Критика
Ошо сказал: «Есть Махариши Махеш Йоги: он ориентирован на методы, как будто бы методы это все. И есть Кришнамурти, он абсолютно против методов. И есть я — за методы, но также и против. Методы ведут вас к точке, где вы можете их отбросить».

## Труды
Многие книги Кришнамурти представляют собой собрания его высказываний, стенограммы его выступлений или бесед с отдельными личностями. Также увидели свет некоторые из его дневников. Ниже приведен (неполный) список работ Кришнамурти, переведенных на русский язык.
- У ног Учителя = At the Feet of the Master [1910]. — М.: Сфера, 2008. — 107 с. — ISBN 978-5-91269-031-0.
- Истина — страна без дорог (Заявление Дж. Кришнамурти о роспуске Ордена Звезды) [1929] / Переводчик: Г. Кулифеев.
- Образование и смысл жизни = Education and the Significance of Life [1953] / Перев. с англ. Б. Андрущенко. — К.; М.: «София», 2003. — 192 с. — ISBN 5-9550-0114-Х.
- Первая и последняя свобода = The First and Last Freedom [1954]. — Н. Новгород: Деком, 2006. — 252 с. — ISBN 5-89533-131-9.
- Комментарии к жизни. Кн. 1 = Commentaries on Living Series. Series One [1956]. — Ростов н/Д.: Феникс, 2005. — 493 с. — ISBN 5-222-07233-9.
- Комментарии к жизни. Кн. 2 = Commentaries on Living Series. Series Two [1958]. — Ростов н/Д.: Феникс, 2005. — 485 с. — ISBN 5-222-07369-6.
- Комментарии к жизни. Кн. 3 = Commentaries on Living Series. Series Three [1960]. — Ростов н/Д.: Феникс, 2006. — 691 с. — ISBN 5-222-07622-9.
- Подумайте об этом = Think of These Things [1964]. — М.: ТСОО «КМК», 1993. — 208 с.
- Дискуссии в Лондоне. 1965 год = Public Discussion 1 London, England - 22 April 1965 — Public Discussion 6 London, England - 09 May 1965.
- Свобода от известного = Freedom from the Known [1969]. — М.: София, 1991. — 88 с. — ISBN 5-7663-0521-2.
- Единственная революция = The Only Revolution [1970]. — М.: Разум, 1997. — 224 с. — ISBN 5-87488-008-9.
- Немедленно измениться = The Urgency of Change [1970]. — М.: Товарищество науч. изд. «КМК», 1993. — 170,[1] с.
- Традиция и революция = Tradition and revolution [1972]. — М.: Издательство Чернышева, 1994. — 320 с. — ISBN 5-85555-010-9.
- Вне насилия = Beyond Violence [1973]. — М.: София, 2004. — 272 с. — ISBN 5-9550-0415-7.
- Начало познания = Beginnings of Learning [1975]. — М.: Профит-Стайл, 2006. — 272 с. — ISBN 5-98857-034-8.
- Записные книжки = Krishnamurti's Notebook [1976, написано в 1961—1962]. — М.: Разум, 1999. — ISBN 5 87488 011 9.
- Медитации = Meditations [1979].
- Свобода от известного. Бомбейские беседы [Bombay 1st Public Talk 23rd December 1959 — Bombay 8th Public Talk 17th January 1960]. — Таганрог: Ирби, 2020. — 224 с. — ISBN 5-94673-053-3.
- О самом важном. Беседы Джидду Кришнамурти с Дэвидом Бомом = The Awakening of Intelligence [1973]; Truth and actuality [1977]; The ending of time [1985]; The future of humanity [1987]. — М.: Либрис, 1995. — 495 с.
- Действие. Выдержки из бесед и книг 1933–1967 гг. = Action. A Selection of Passages from the Teachings of J. Krishnamurti [1990]. — ООО ИД «Ганга», 2017.
- Мир внутри. Вы — история человечества = The world within. You are the story of humanity [2015]. — Издательский Дом «Ганга», 2016. — 352 с. — ISBN 978-5-9908762-4-8.